# إدموند الأحدب
إدموند الأحدب إيرل ليستر ولانكاستر الأول (16 يناير 1245 - 5 يونيو 1296)، كان الابن الثاني الحي لهنري الثالث ملك إنجلترا وإليانور من بروفانس. كان له في طفولته مطالبة بعرش مملكة صقلية. تشير كنيته إلى مشاركته في الحملة الصليبية التاسعة.